# Himatione
Himatione Cabanis, 1850 è un genere di uccelli passeriformi fringillidi della tribù dei Drepanidini, endemico delle Hawaii.

## Etimologia
Il nome scientifico del genere, Himatione, deriva da ἱματιον (himation), il caratteristico mantello dei guerrieri spartani, sempre di colore rosso per nascondere le macchie di sangue (in greco αἵματος, hàimatos), in riferimento alla livrea di questi uccelli.

## Descrizione
Gli apapane sono uccelletti di piccole dimensioni, lunghi al massimo 13 cm, caratterizzati da un sottile becco leggermente ricurvo e da un netto dimorfismo sessuale, coi maschi più grandi e prevalentemente di color cremisi e le femmine perlopiù brune, con sfumature rossicce.

## Biologia
Gli apapane sono uccelli diurni, osservabili in coppie o gruppetti, dalla dieta perlopiù nettarivora e piuttosto territoriali.

## Distribuzione e habitat
Ambedue le specie sono endemiche delle Hawaii, con l'apapane propriamente detto che abita un po' tutte le isole, mentre l'apapane di Laysan che (come intuibile dal nome comune) era endemico di Laysan.
Mentre l'apapane comune abita le foreste native con presenza di koa e ohia lehua, l'apapane di Laysan era molto meno legato ad ambienti arborei e maggiormente terricolo.

## Tassonomia
Il genere comprende due specie, una delle quali estintasi agli inizi del XX secolo:
- Himatione sanguinea (Gmelin, 1788) - ʻapapane
- Himatione fraithii Rothschild, 1892 - ʻapapane di Laysan †

Un tempo considerata una sottospecie dell'apapane comune, l'apapane di Laysan viene attualmente elevato al rango di specie a sé stante in virtù di differenze morfologiche e comportamentali.
Nell'ambito della tribù Drepanidini, il genere dimostra grande affinità con Drepanis (al quale viene talvolta accorpato e col quale è noto un caso di ibridazione) e Palmeria, coi quali forma un clade, oltre che (sebbene meno vicino filogeneticamente) con Ciridops.